# Hlidskjalf

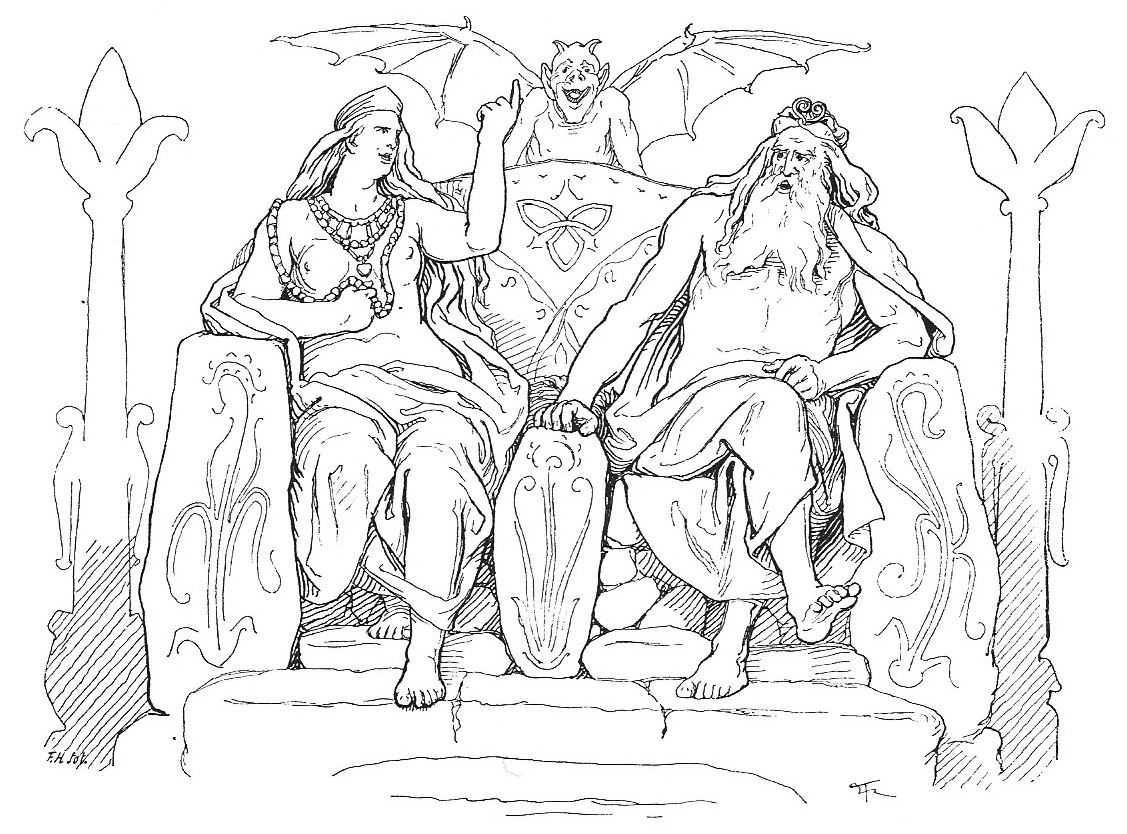
Frigg en Odin zitten op Hlidskjalf

Met de naam Hlidskjalf wordt in de Noordse mythologie de zetel of troon van Odin aangeduid. Deze bevindt zich in het rijk Gladsheimr, in de hal Valaskjálf, de grote met zilver beslagen verblijfplaats van Odin gebouwd door de goden. Dit verblijf ligt in Asgard, de bovenwereld waar de Asen thuis zijn.

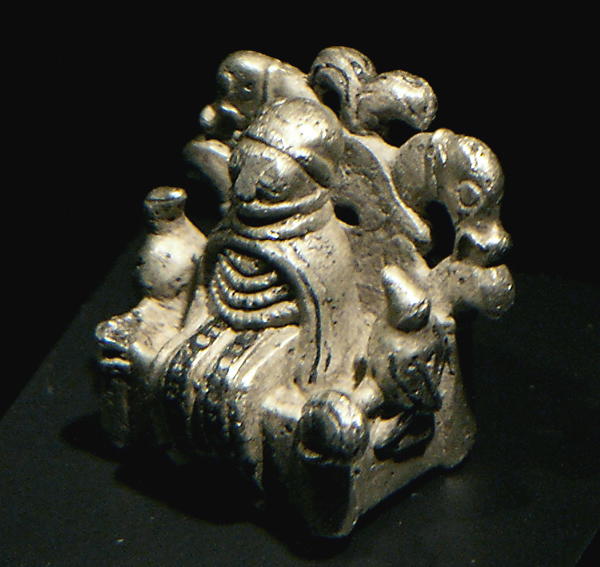
Odin (met Geri, Freki, Huginn en Muninn) op de troon Hlidskjalf

Rond Hlidskjalf staan er nog twaalf andere zetels in Valaskjálf, die voor de andere goden bestemd zijn. Maar Hlidskjalf is blijkbaar de bijzonderste. Het is de plaats die uitzicht geeft op alle werelden. Men kan van daaruit ook allerlei details waarnemen als men dat wil. 
In feite mag enkel Odin zelf op deze troon plaatsnemen, maar vaak zit zijn echtgenote Frigg er naast hem.
Ooit had Freyr zich eens op Hlidskjalf gezet en overzag aldus de hele wereld, tot hij ergens in reuzenland Jötenheim een maagdelijke schone ontwaarde, die zich vanuit het huis van haar vader naar haar eigen vertrek begaf. Dat wekte bij hem zo'n sterk verlangen, dat Skirnir, Freyrs dienaar, toen door vader Njord overtuigd moest worden om met Freyr te gaan praten teneinde hem weer uit zijn enigszins verlammende begeestering te halen.